# Колонізація Антарктиди

Територіальні претензії Антарктиди відповідно до Договору про Антарктику:
Нова Зеландія
Австралія
Франція
Норвегія
Велика Британія
Чилі
Аргентина

Колонізація Антарктиди означає, що люди, зокрема сім'ї, постійно проживають на континенті Антарктиди . В даний час на континенті розміщується лише тимчасове поселення вчених та допоміжного персоналу. Антарктида — єдиний материк на Землі без корінних жителів — людей.
В даний час в Антарктиді проживають вчені та співробітники з 30 країн. Вони проживають, приблизно, на 70 базах, з яких 40 працюють цілий рік, а інші 30 лише влітку, відповідно взимку в Антарктиді проживає приблизно тисяча людей, влітку — 4 тисячі. В Антарктиді було народжено щонайменше одинадцять дітей. Перша дитина народилася 1978 році на аргентинській станції. Загалом на цій станції народилося 8 дітей, ще кілька народилися на чилійській станції.

## Минулі колонізаційні спекуляції
У 50-х роках, була поширена ідея антарктичного міста, закритого під скляними куполами, що зробило б можливим колонізацію континенту. Потужність та температура куполів регулювалася б за допомогою атомних генераторів поза цими куполами Цей сценарій також включав регулярні трансантарктичні польоти, а також гірничі міста, створені для видобутку корисних копалин. Головною проблемою для реалізації ідеї є створення атомного генератора, що забезпечує регулювання потужності та температури. Атомний реактор на станції Мак-Мердо становив небезпек для довкілля, а тому був закритий.
Антрактичний договір — це низка міжнародних угод, що обмежує діяльність в Антарктиді. В випадку широкомасштабної колонізації на законних підставах його потрібно буде змінити або відмовитись від нього, зокрема стосовно Протоколу про охорону навколишнього середовища до Договору про Антарктику. З іншого боку, саме нездійсненність постійної колонізації сприяла тому, що жодна з територіальних претензій не отримала міжнародного визнання.

## Куполоподібні міста
Бакмінстер Фуллер, розробник геодезичного купола, створив можливість створення міст під куполом Антарктики, які дозволять контролювати клімат і будівлі, зведені під куполом. Його перша конкретна опублікована пропозиція щодо куполоподібного міста в 1965 році обговорювала Антарктику, як імовірно, перше місце для такого проекту. Друга база на станції Амундсен — Скотт (експлуатувалась 1975—2003 рр.) Нагадує скорочену версію цієї ідеї; він достатньо великий, щоб охопити кілька наукових будівель.
У 1971 р. команда під керівництвом німецького архітектора Фрей Отто зробила техніко-економічне обґрунтування міського купола, що підтримується повітрям, за два кілометри, який міг би розмістити 40 тисяч жителів.

## Майбутні умови
Хоча навколишнє середовище Антарктиди є занадто суворим, щоб постійне поселення людини було реальним, в майбутньому, умови можуть покращитися. Існує припущення, що внаслідок глобального потепління на початку 22 століття в Західній Антарктиді будуть спостерігатися кліматичні умови, схожі на кліматичні умови, що зустрічаються сьогодні на Алясці та Північній Скандинавії. Навіть землеробство та вирощування сільськогосподарських культур можуть бути можливими в деяких найпівнічніших районах Антарктиди.
В Антарктиді є близько 110 місцевих видів моху, а також 2 видів квітів (волосиста трава та перлина). Найсприятливіше середовище для рослини та грибів є навколо вулканів Антарктиди. Вважається, що ці місцеві види зникнуть із теплішою погодою та приходом інших видів, що витіснять їх. Люди несуть відповідальність за завезення на континент 200...300 видів.

## Перша людина, яка народилася на континенті Антарктида
Еміліо Маркос Палма (народився 7 січня 1978 року) — громадянин Аргентини, який є першою людиною, яка, як відомо, народилася на континенті Антарктида. Він народився у Фортин-Саргенто-Кабрал на базі Есперанса поблизу краю Антарктичного півострова і важив 3,4 кг.